# Étoiles de jour
Ne doit pas être confondu avec L'Étoile du jour.
Pour plus de détails, voir Fiche technique et Distribution.
Étoiles de jour (Titre original : Nujum Al-Nahar) est un film syrien d'Ossama Mohammed (ca), sorti en 1988.

## Synopsis
La célébration de deux mariages dans un petit village, qui se termine par un drame.

## Fiche technique
- Titre original : Nujum Al-Nahar
- Titre français : Étoiles de jour
- Réalisation : Ossama Mohammed (ca)
- Scénario : Oussama Mohammad
- Directeur de la photographie : Abdulqader Sharbaji
- Musique
- Montage : Antoinette Azarieh
- Sociétés de production : National Film Organization
- Pays :  Syrie
- Langue originale : Arabe
- Genre : Drame
- Durée : 1h55 minutes
- Date de sortie : 1988

## Distribution
- Zuhait Abdulkarim : Kasser
- Sabah As-Salem : Sana
- Saad Eddin Baqdoones : le grand-père
- Fouad Ghazi : lui-même
- Muhsen Ghazi : l'ami de Kasser
- Ahmad Hassan : le docteur Maaroof
- Radwan Jamoos : Abbas
- Zuhait Ramadan : Towfiq
- Maha Saleh : Khaleel